# Jürgen Ferdinand Schlamp
Jürgen Ferdinand Schlamp (* 1942 in München) ist ein deutscher Maler, Bildhauer und Kunstlehrer.

## Leben
Nach dem Abitur am Maximilians-Gymnasium in München studierte er von 1961 bis 1964 Freie Malerei an der Akademie der Bildenden Künste München bei Charles Crodel. 1964–1968 setzte er sein Studium der Freien Malerei fort an der Hochschule für Bildende Künste Berlin bei Hermann Bachmann. Dort traf er mit Andreas Brandt und Per Gernhardt zusammen. 1967 erhielt er den Kunstpreis der Großen Berliner Kunstausstellung. 1968 wurde er zum Meisterschüler der Hochschule für Bildende Künste Berlin ernannt. 1969 erhielt er erneut den Kunstpreis der Großen Berliner Kunstausstellung. 1969–1971 studierte er Kunstpädagogik an der Hochschule für Bildende Künste Berlin bei Johannes Geccelli und wurde zum Tutor (Elementarlehre für Visuelle Kommunikation) ernannt. In den folgenden Jahren konzentrierte er sich auf die Arbeit als Kunstlehrer. Er verfasste zusammen mit Haimo Berkic und Günter Frenzel die ersten curricular strukturierten Unterrichts-Planungen für Kunstunterricht und wurde zum Mitglied von Kommissionen unter der Leitung von Kraft Geer am Staatsinstitut für Schulqualität und Bildungsforschung in München berufen. Seit 1973 hat er einen Atelier-Wohnsitz in Außernzell, Niederbayern. 1984–1990 arbeitete er in Thessaloniki, Griechenland. 1998–2003 erhielt er einen Lehrauftrag an der Akademie der Bildenden Künste in München. 1998–2008 war er Jury-Mitglied des Südböhmischen Künstler-Verbands.

## Künstlerisches Werk
Jürgen Ferdinand Schlamp ist ein Künstler der Konkreten Kunst. Der Themenbereich seiner Zeichnungen, Bilder und Plastiken ist bestimmt durch Fragen nach Wahrnehmung, Bewusstheit und Identität. Dabei weist er insbesondere auf den gleichzeitigen Gebrauch unterschiedlicher Systeme und Strukturen zum Verständnis der Wirklichkeit hin, auf die Heterogenität von Emotion und Ratio, von Anschauung und Begriff. In bildnerischen Analogien zu unserem Verständnis der Wirklichkeit kombiniert Schlamp das Prinzip der Zweidimensionalität mit dem der dritten Dimension, des Räumlichen. Quadratischen Flächen werden Elemente gegenübergestellt, die aus Geraden und aus Halb-Ellipsen gebaut wurden. Die weiße Grundfläche des Bildes wird belebt, plastische Wirkungen werden suggeriert. Alle Elemente sind mit Abständen gleicher Maße zueinander in Relation gesetzt, mit Zwischenflächen, die als Negativ-Formen sich wieder auf die positiven Formen beziehen. Der Rezipient wird in einen Bereich zwischen der Feststellung klarer Flächen und illusionistischer Dreidimensionalität geführt. Dadurch veranlasste Deutungen wechseln zwischen den verschiedenen Ebenen, zwischen der Wahrnehmung von Ähnlichkeiten und Unterscheidungen in einem Spannungsbogen zwischen Wissen und Empfinden.
Die plastischen Objekte führen je nach Position und Blickrichtung zu unterschiedlichen Beobachtungen. Der Rezipient wird eingeladen, von seinem subjektiven Standpunkt aus den Prozess der Objektivierung mitzubestimmen. Die von Schlamp vorgeschlagene Reihenfolge der einzelnen Objekt-Module ohne eine materielle Fixierung lädt ein zur persönlichen Gestaltung nach eigenen Ordnungsprinzipien.
In der Begegnung mit den Zeichnungen, Bildern und Plastiken Jürgen Ferdinand Schlamps öffnet sich für den Betrachter eine Welt meditativer Konzentration auf die Grundlagen menschlicher Erfahrungen.

## Einzelausstellungen (Auswahl)
- 1967 lud ihn der Galerist Ludwig Seyfried (München) zur ersten Einzelausstellung mit auf die Farbe Blau konzentrierten Bildern ein. Die Abendzeitung München verlieh ihm den Kultur-Stern der Woche.
- 1969 Galerie im Centre, Göttingen, Deutschland.
- 1971 Galerie diogenes im cubus, Berlin.
- 1999 Staatliche Galerie in Zlata Koruna, Tschechien
- 1999 Galerie im Griechischen Zentrum, München, Deutschland. Dies war die erste von vielen folgenden Ausstellungs-Eröffnungen durch Hubert Eichheim.
- 2000 Goethe-Institut Thessaloniki, Griechenland
- 2000 Goethe-Institut Beirut, Libanon
- 2000 Goethe-Institut Tripolis, Libanon
- 2001 Schloss Kastelbell bei Meran, Italien
- 2001 Stadtgalerie Prachatice, Tschechien
- 2002 Stadthalle Germering, Deutschland
- 2003 Stadtmuseum Klatovy, Tschechien
- 2004 Goethe-Institut Amman, Jordanien
- 2004 Workshop an der Yarmouk-Universität, Irbid, Jordanien
- 2005 Französisch-Deutsches Kulturinstitut Ramallah, Palästina
- 2005 Workshop an der Yarmouk-Universität, Irbid, Jordanien
- 2006 Philadelphia Galerie, Athen, Griechenland
- 2007 Goethe-Institut Casablanca, Marokko
- 2007 Kunstforum Arabellapark, München, Deutschland
- 2008 Galleria Paolocci, Mendrisio, Schweiz
- 2008 Stadtbücherei Niebüll, Deutschland
- 2009 Goethe-Institut Thessaloniki, Griechenland
- 2010 Goethe-Institut Izmir, Türkei
- 2011 Städtische Kunsthalle Drama, Griechenland
- 2012 Bayerisches Staatsministerium für Unterricht und Kultus, München, Deutschland
- 2013 U-Bahn-Galerie, München, Deutschland
- 2013 Artforum Trafo, München, Deutschland
- 2014 Galleria Paolocci, Mendrisio, Schweiz
- 2015 Goethe-Institut Khartoum/Gallery Dabanga, Khartoum, Republik Sudan
- 2016 Galerie Pasquay, Deggendorf, Deutschland
- 2017 Schloß Obernzell, Obernzell, Deutschland
- 2018 Goethe-Institut München, Deutschland
- 2019 Galerie Pasquay, Deggendorf, Deutschland
- 2020 Galerie Pasquay, Deggendorf, Deutschland und Instagram
- 2021 Philadelphia, Athen, Griechenland
- 2022 Kunstsammlung Ostbayern, Hengersberg, Deutschland
- 2024  „Stationen der Wahrnehmung“, Kunstforum Arabellapark, München
- 2025 Galerie Burg Ranfels, Ranfels, Deutschland

## Veröffentlichungen (Auswahl)
- Haimo Berkic, Günter Frenzel, Jürgen Schlamp: Kunstunterricht 5–7, Handbuch für die curriculare Planung der Unterrichtspraxis. Urban & Schwarzenberg, 1978. (Beltz Verlag, 1986, ISBN 3-541-40711-5)
- Haimo Berkic, Günter Frenzel, Jürgen Schlamp: Kunstunterricht 8–10, Handbuch für die curriculare Planung der Unterrichtspraxis. Urban & Schwarzenberg, 1978. (Beltz Verlag, 1986, ISBN 3-541-40721-2)
- Handreichung für den Kunstunterricht im Leistungskurs: Erfahrungsberichte zu den Bereichen bildnerische Praxis, bildende Kunst, gestaltete Umwelt, visuelle Medien aus dem Unterricht der Oberstufe des Gymnasiums / Staatsinstitut für Schulqualität und Bildungsforschung München. [Erarb. im Auftr. des Bayerischen Staatsministeriums für Unterricht und Kultus. Texte, Layout und Bildbearb.: Jürgen Schlamp] ISBN 3-403-04334-7.
- Handreichung für den Kunstunterricht in der Jahrgangsstufe 10; Teil: 10. / [Red.: Jürgen Schlamp] ISBN 978-3-403-04502-1, Verlag Auer, Donauwörth 2005

## Abbildungen

2017.71.5.6.Acr.99x121.F42.tif
2017.71.5.6.Acr.99x121.F41
2016.71.1.Acr.137x37.11.F33
2016.71.1.Acr.137x37.11.F44
2017.71.9.Acr.140x60.F1
2017.71.9.Acr.140x60.F3
2017.71.9.Acr.140x60.F4
2017.71.8.1.Acr.140x60.F18
2017.71.8.2.Acr.140x60.F22
2016.71.1.Pl.186x8.F33
2016.71.1.Pl.186x8.F44
2016.71.1.Pl.186x8.F28
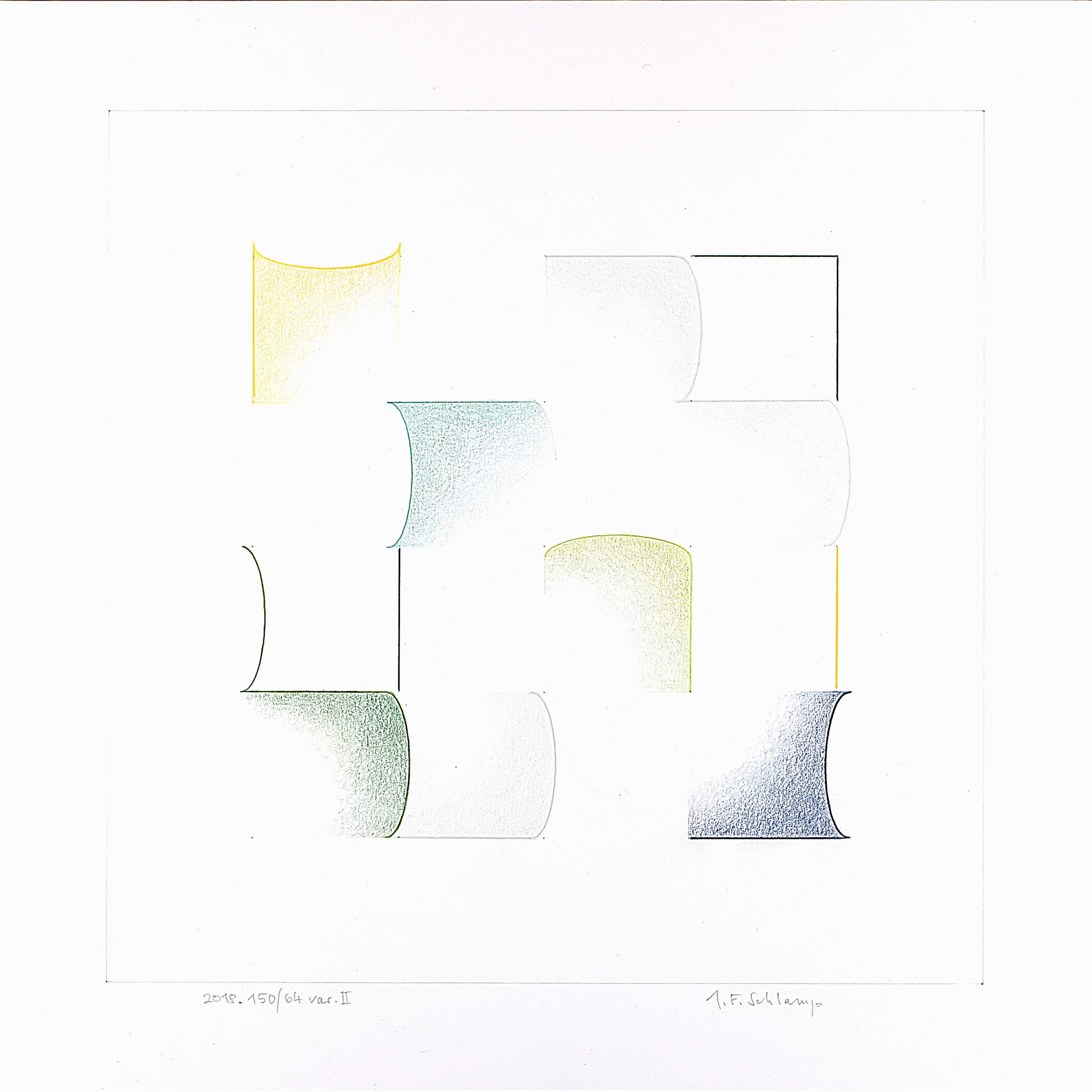
7.846 150 64var.II.OZ.30
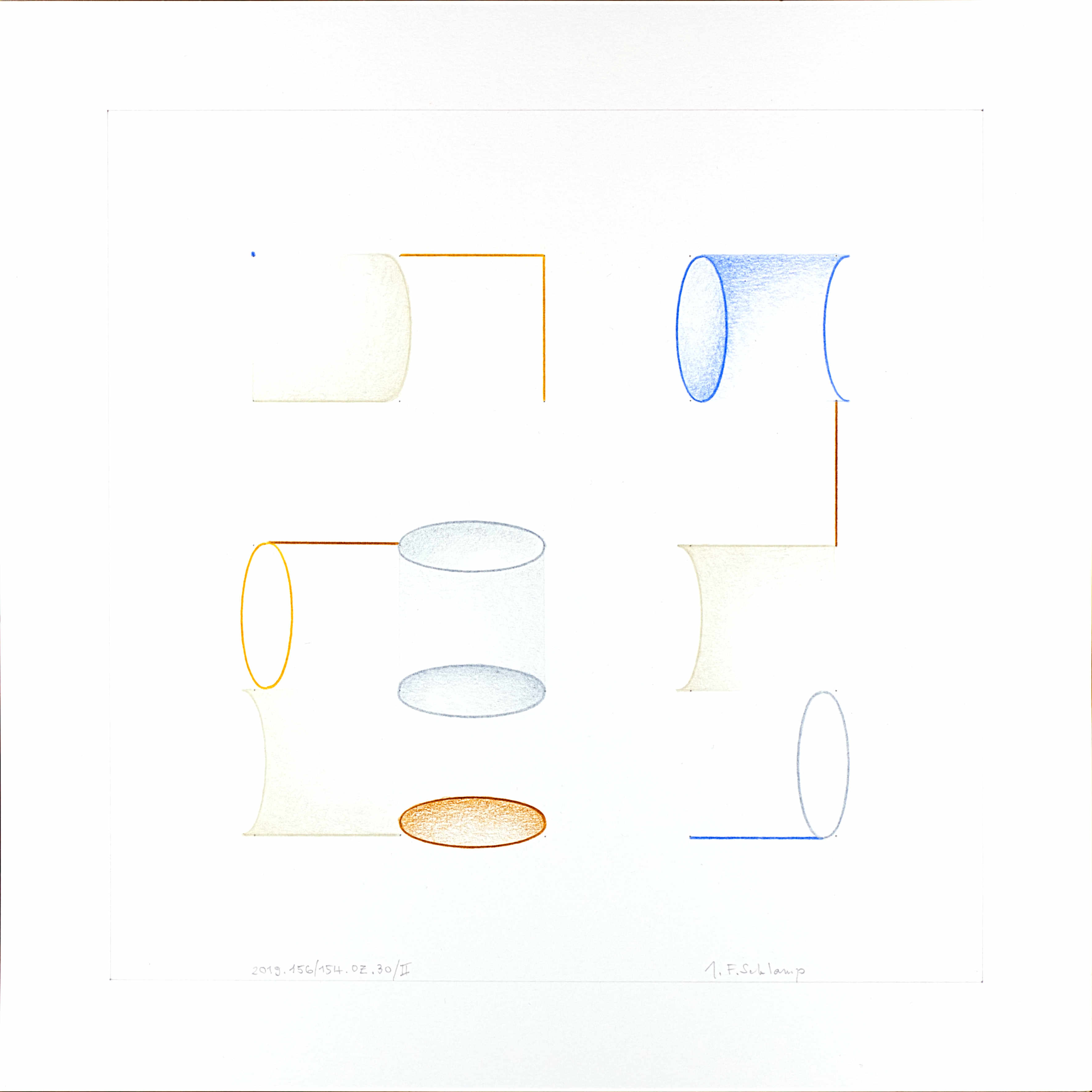
8.851 156 154.OZ.30
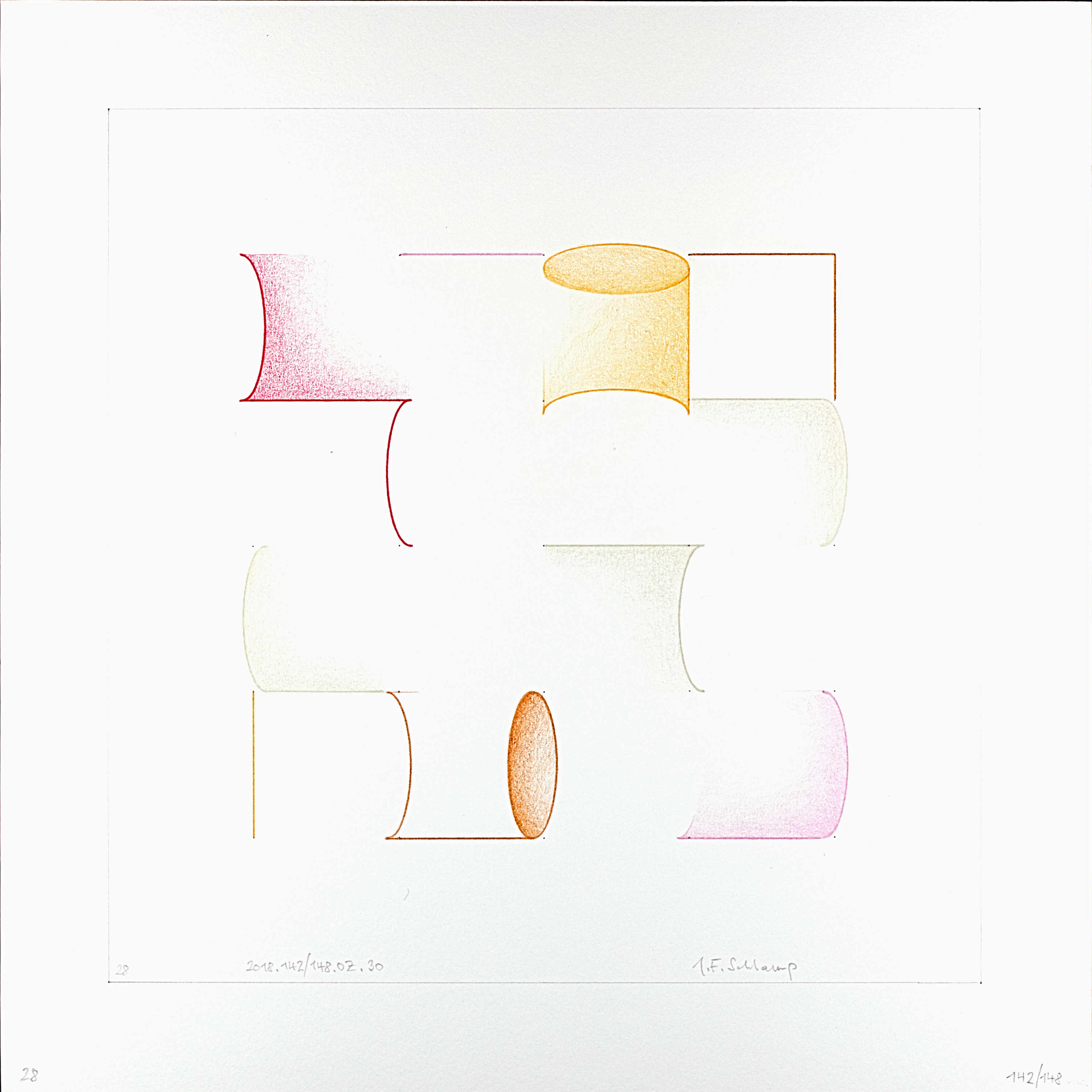
9.850 142 148.OZ.30
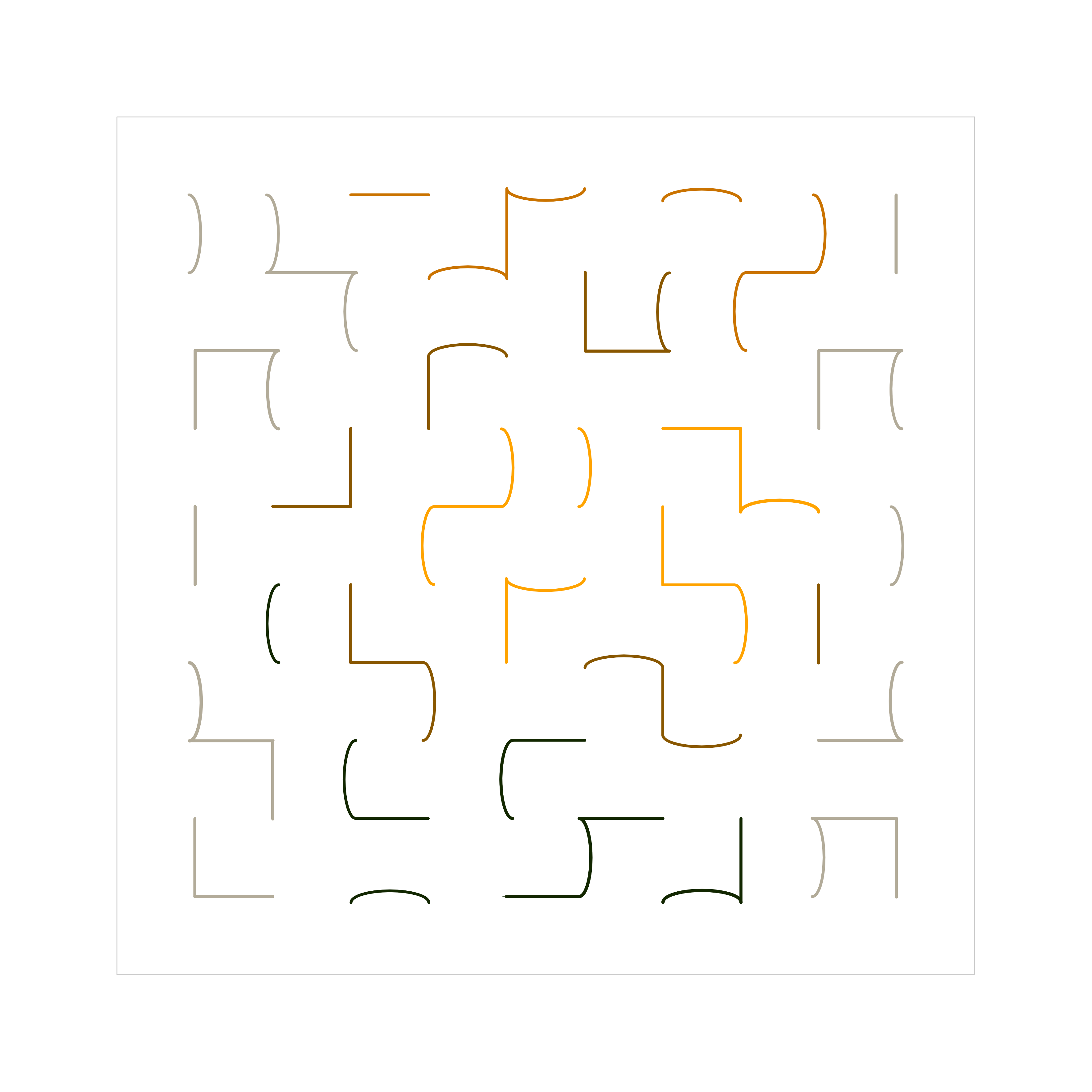
4.6. 103 var.III.LZ.21
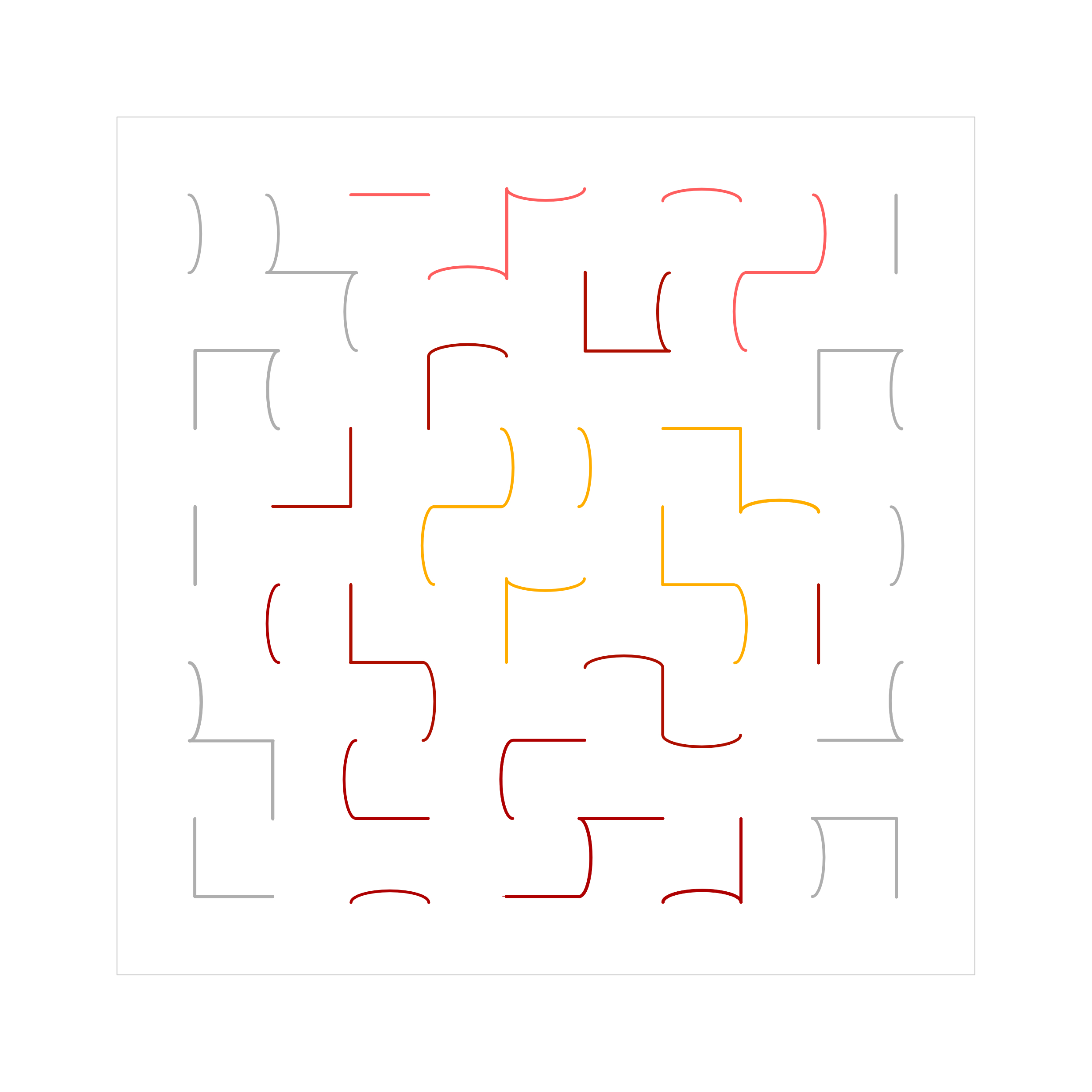
6.6. 169.LZ.21
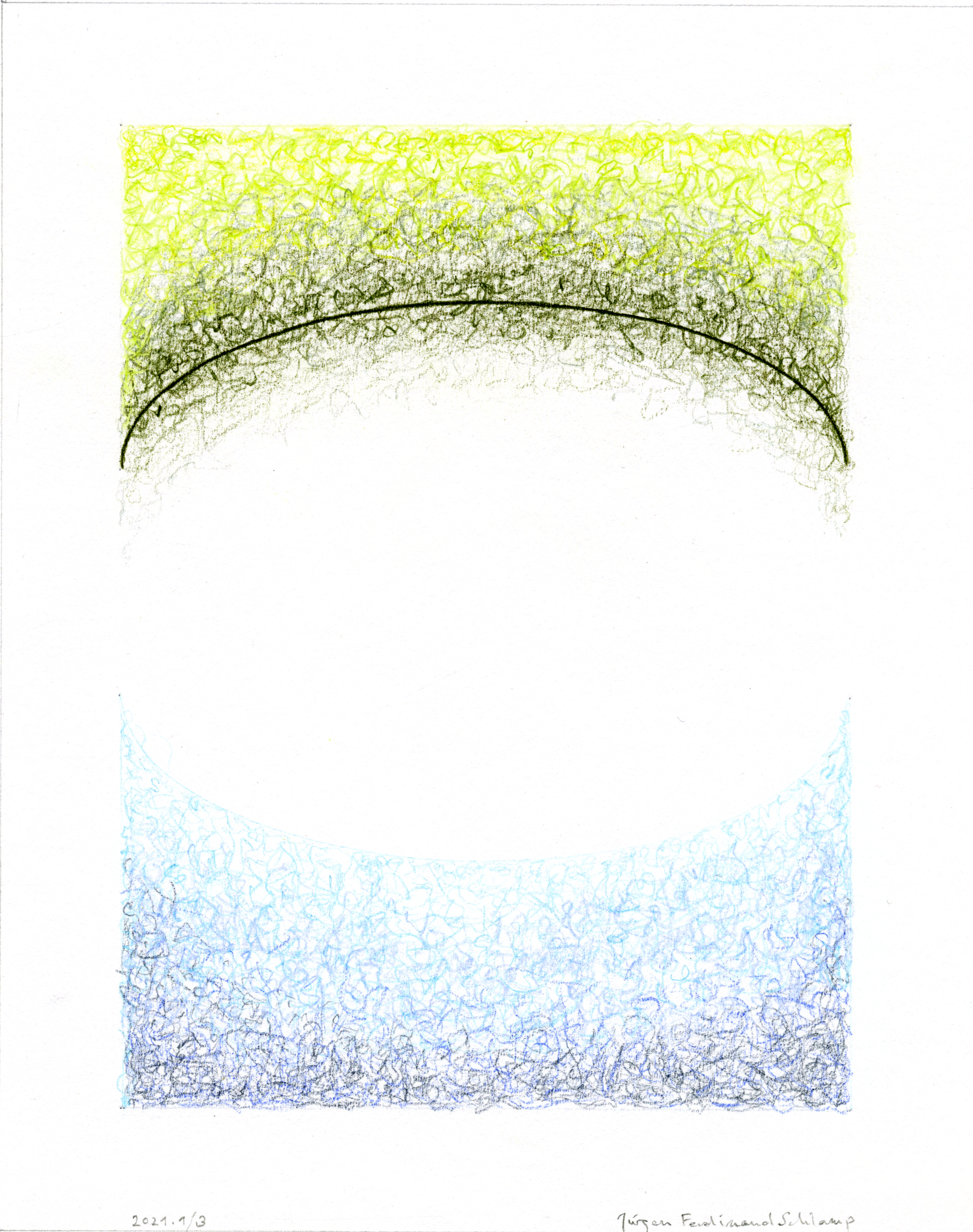
2021.1.3
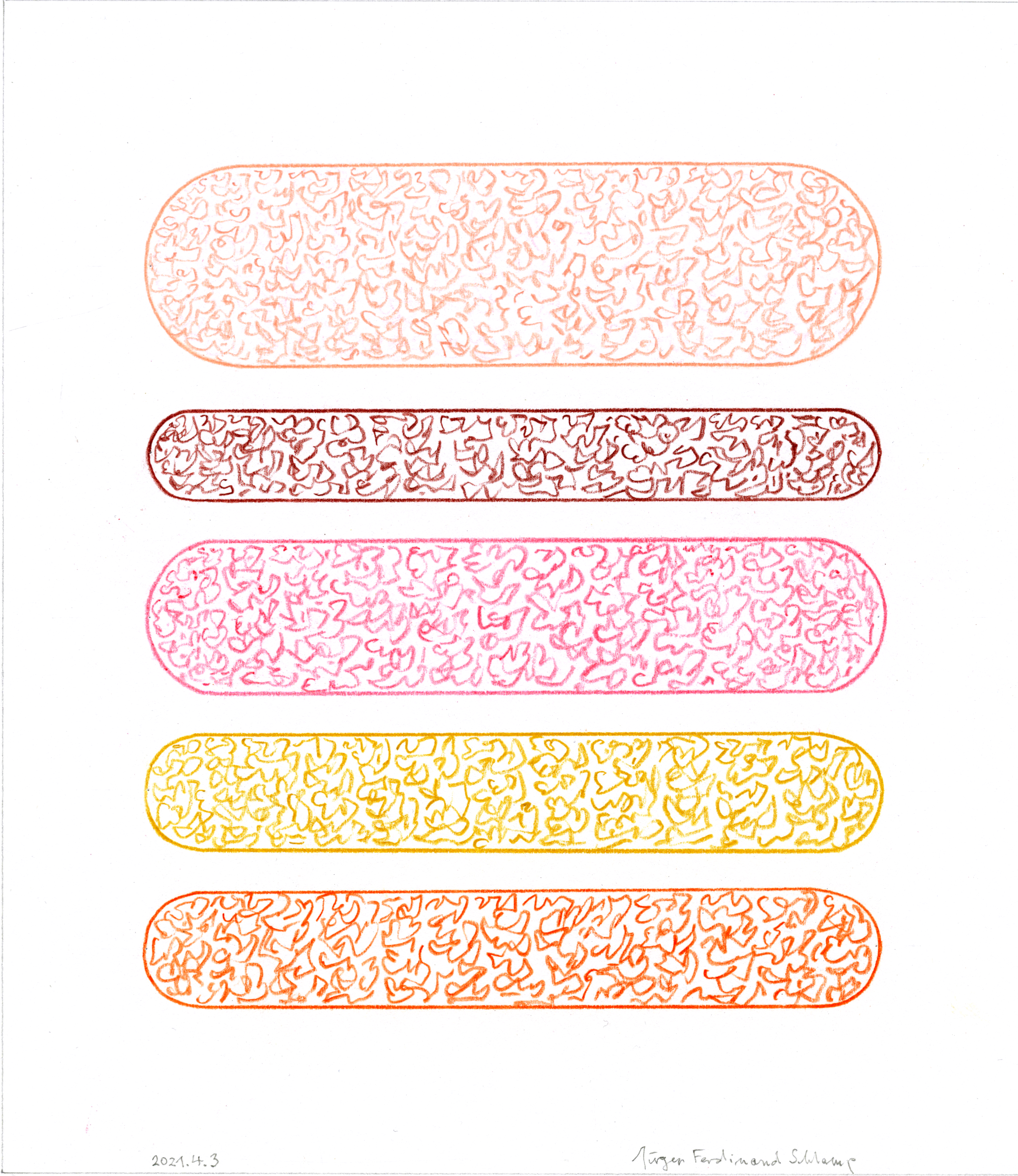
2021.4.3
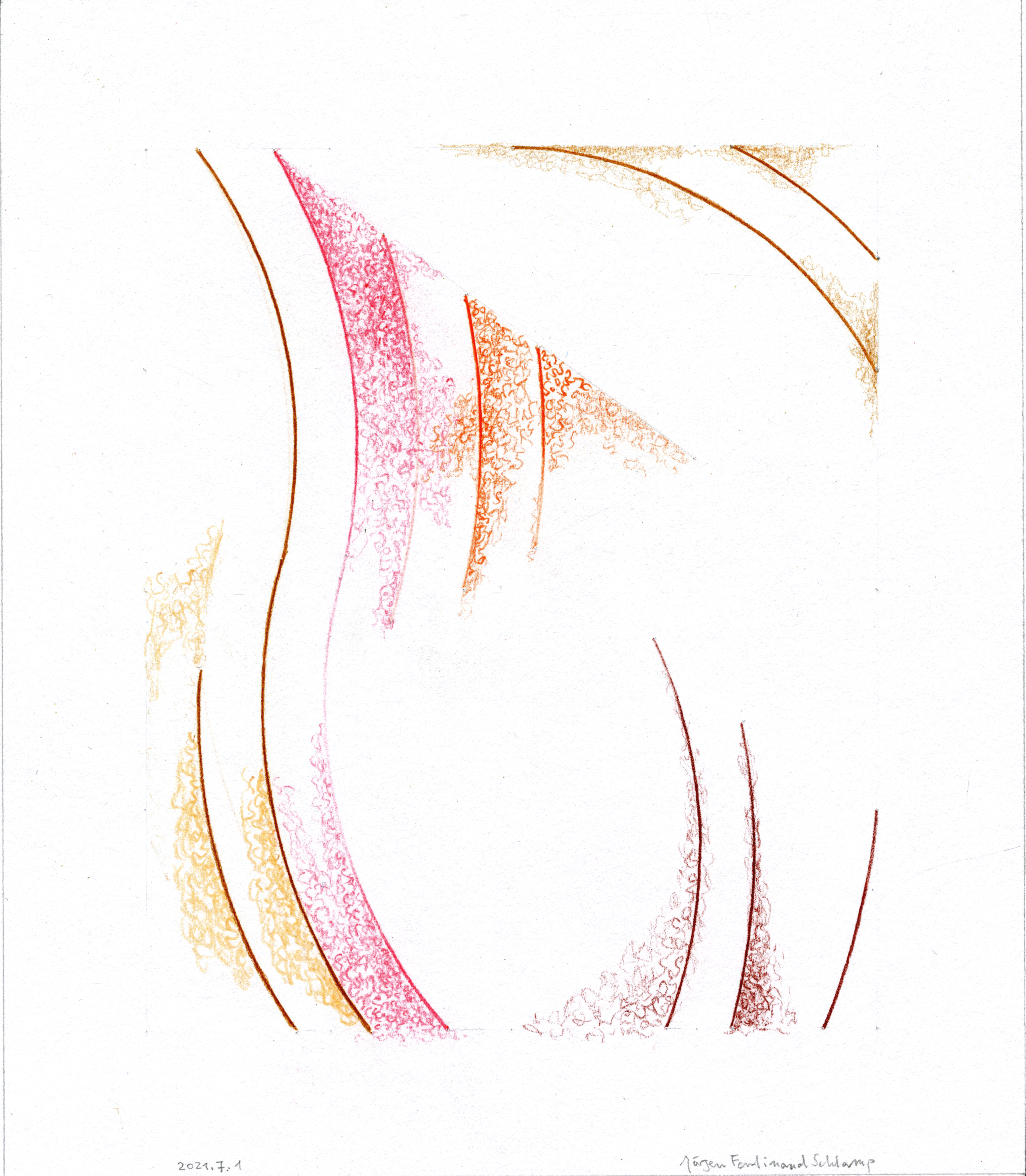
2021.7.1
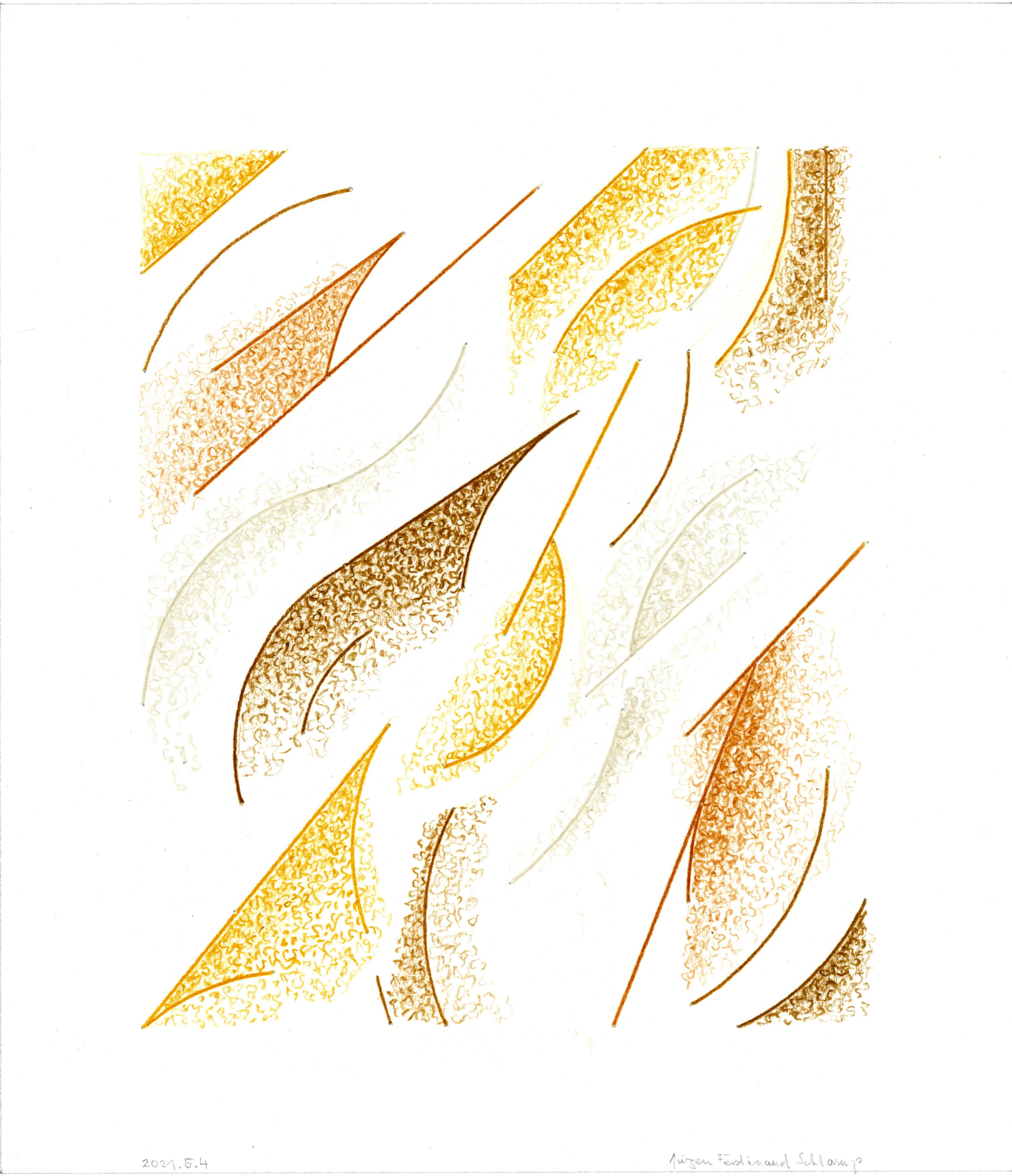
2021.5.4
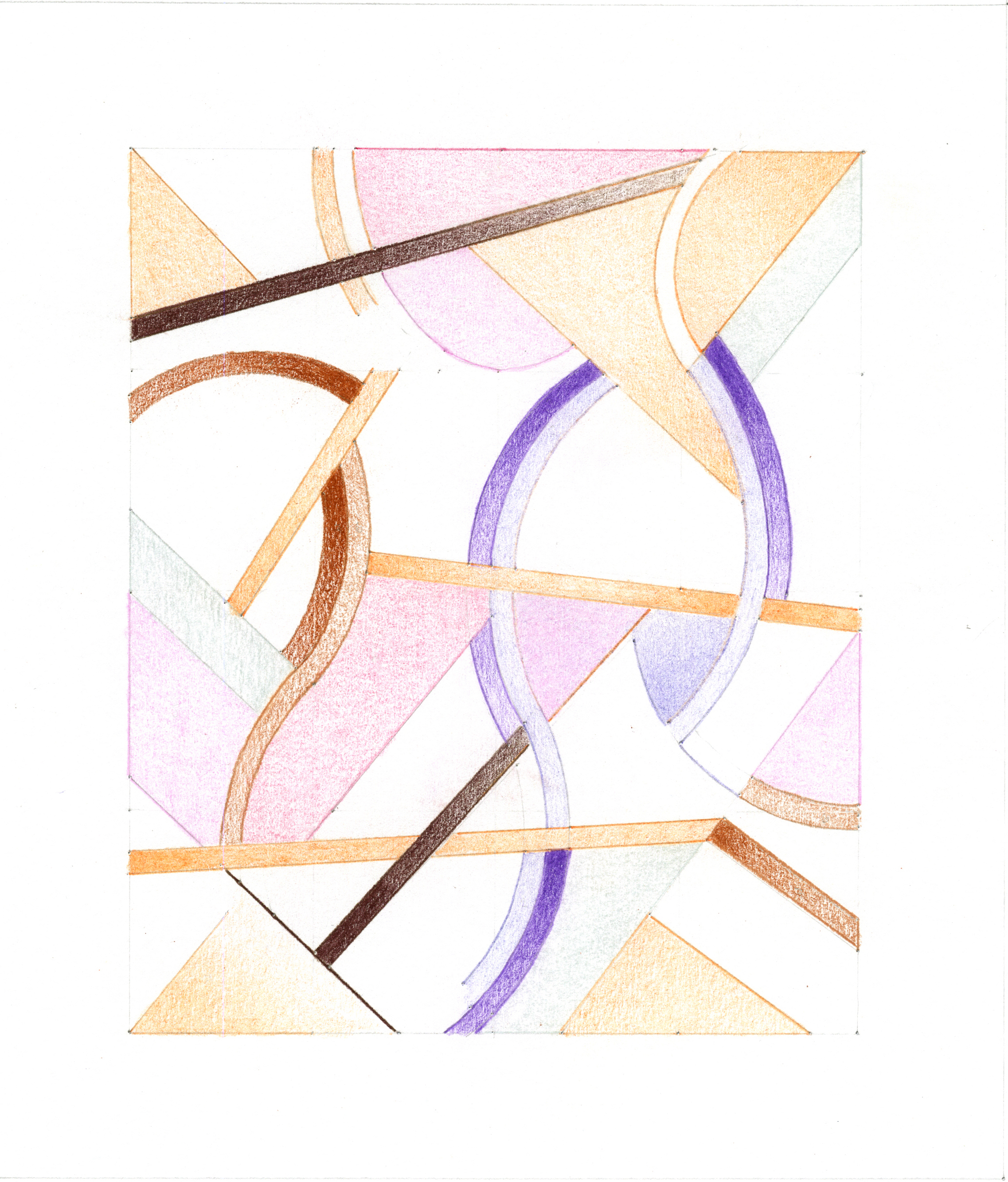
2022.1
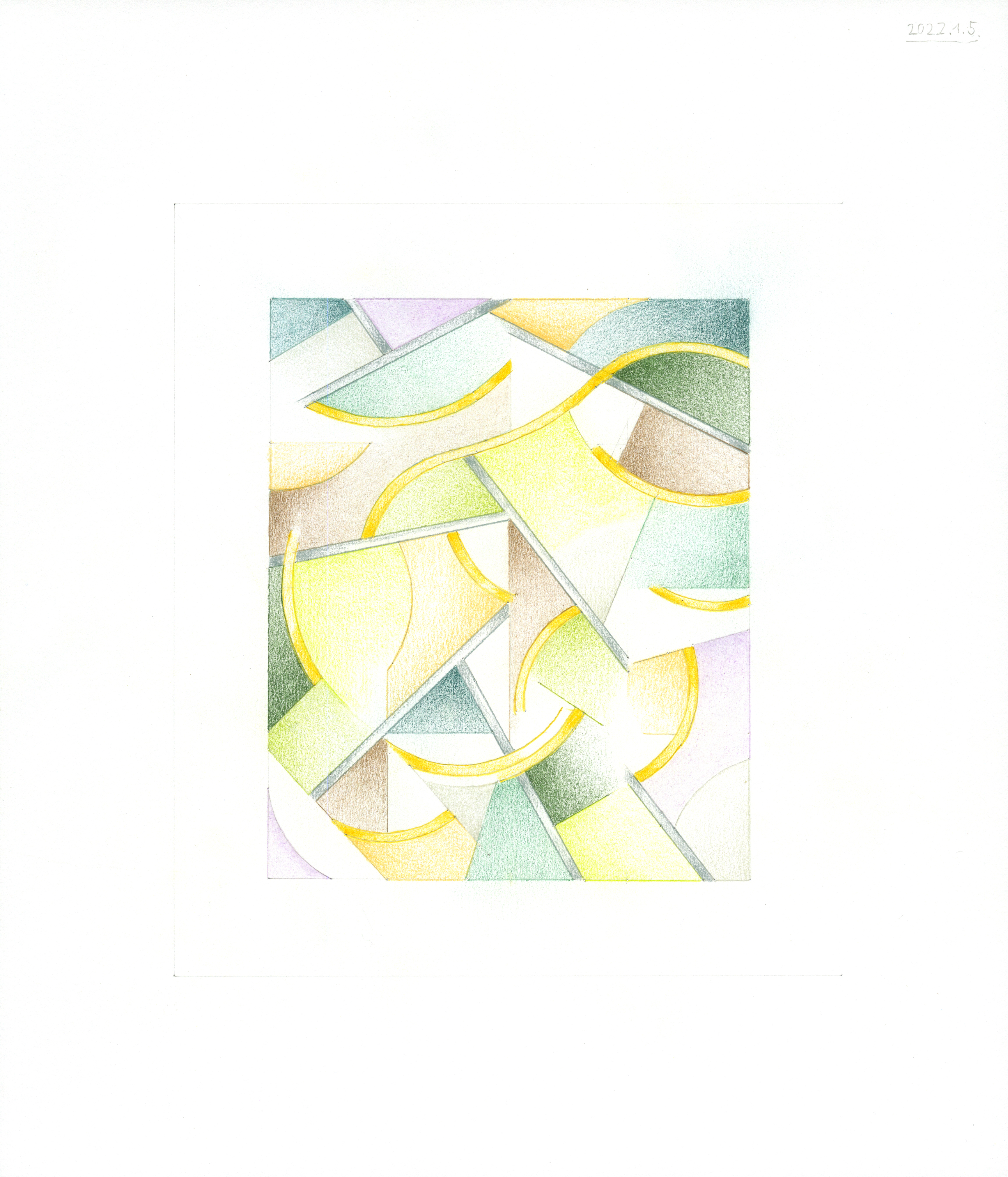
2022.2
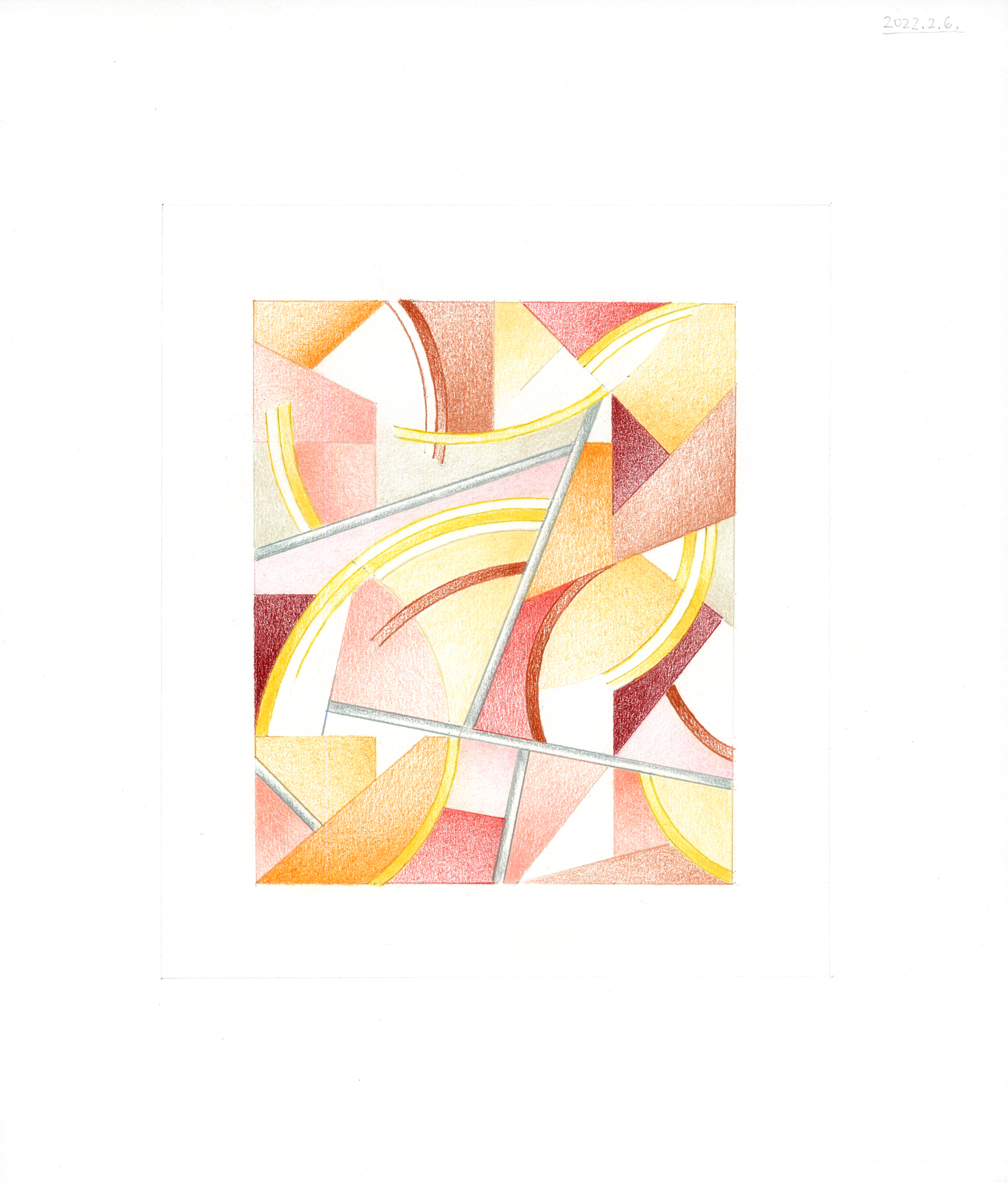
2022.3
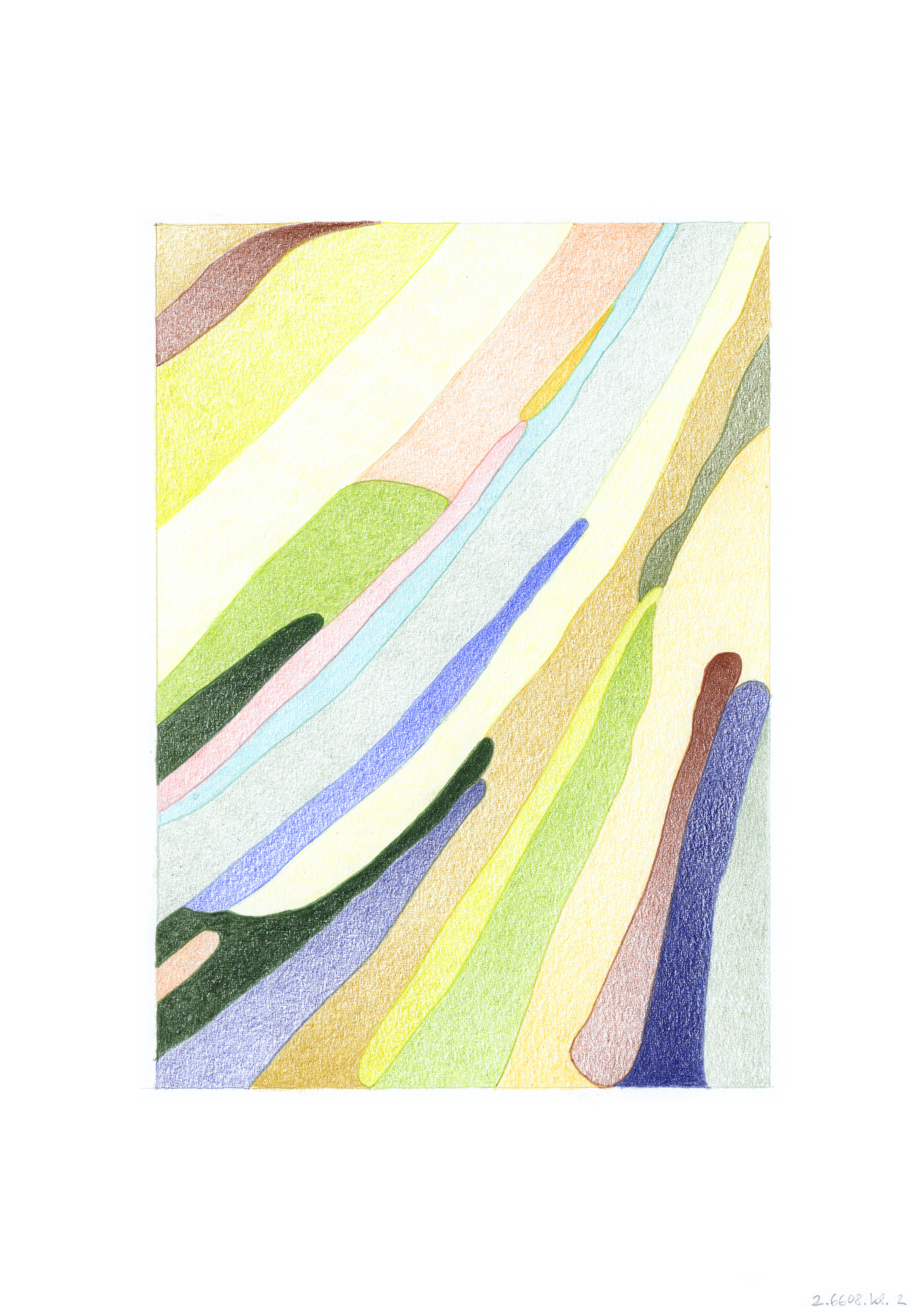
2023.2.6608
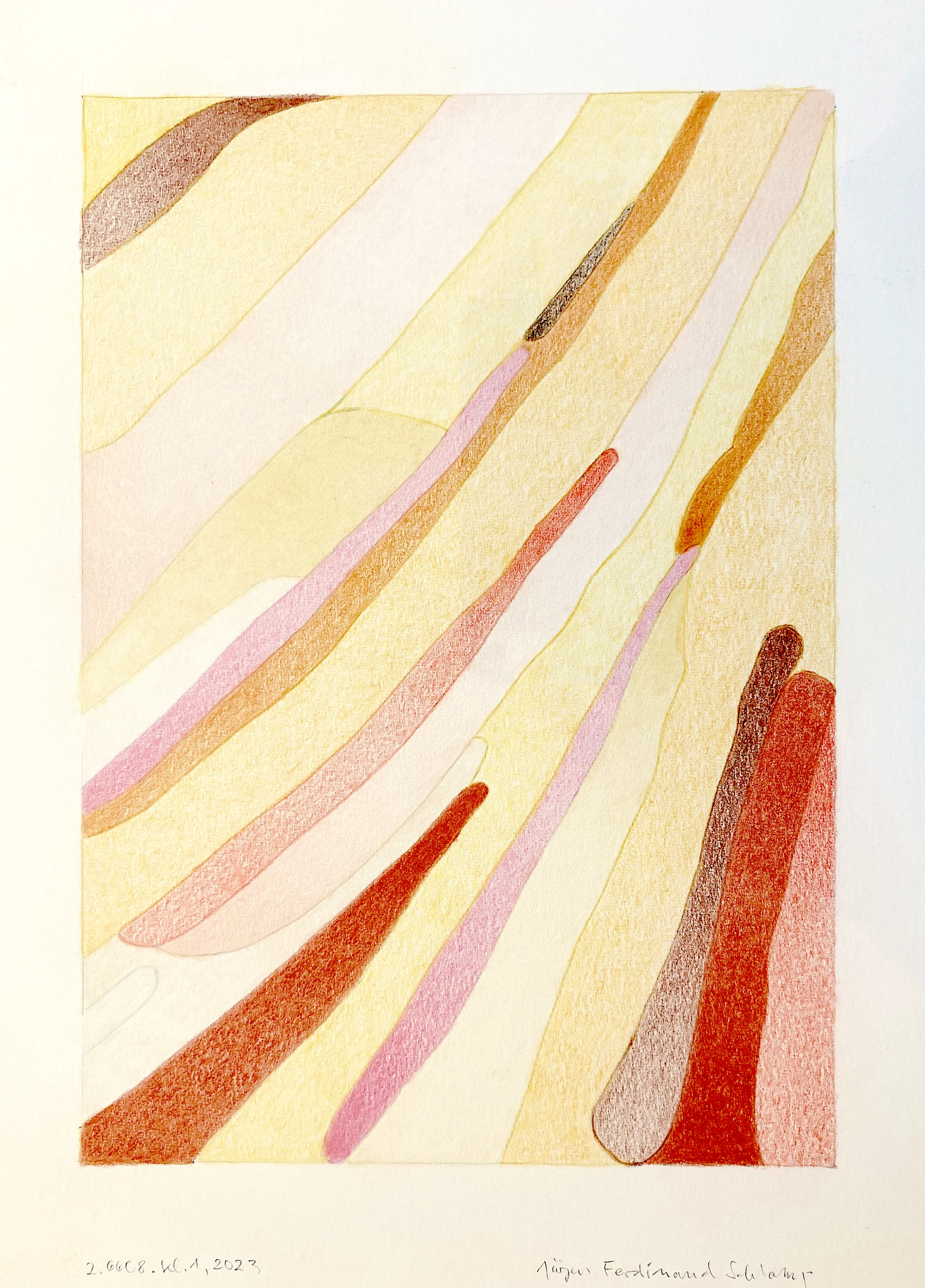
2023.2.6608.s.k
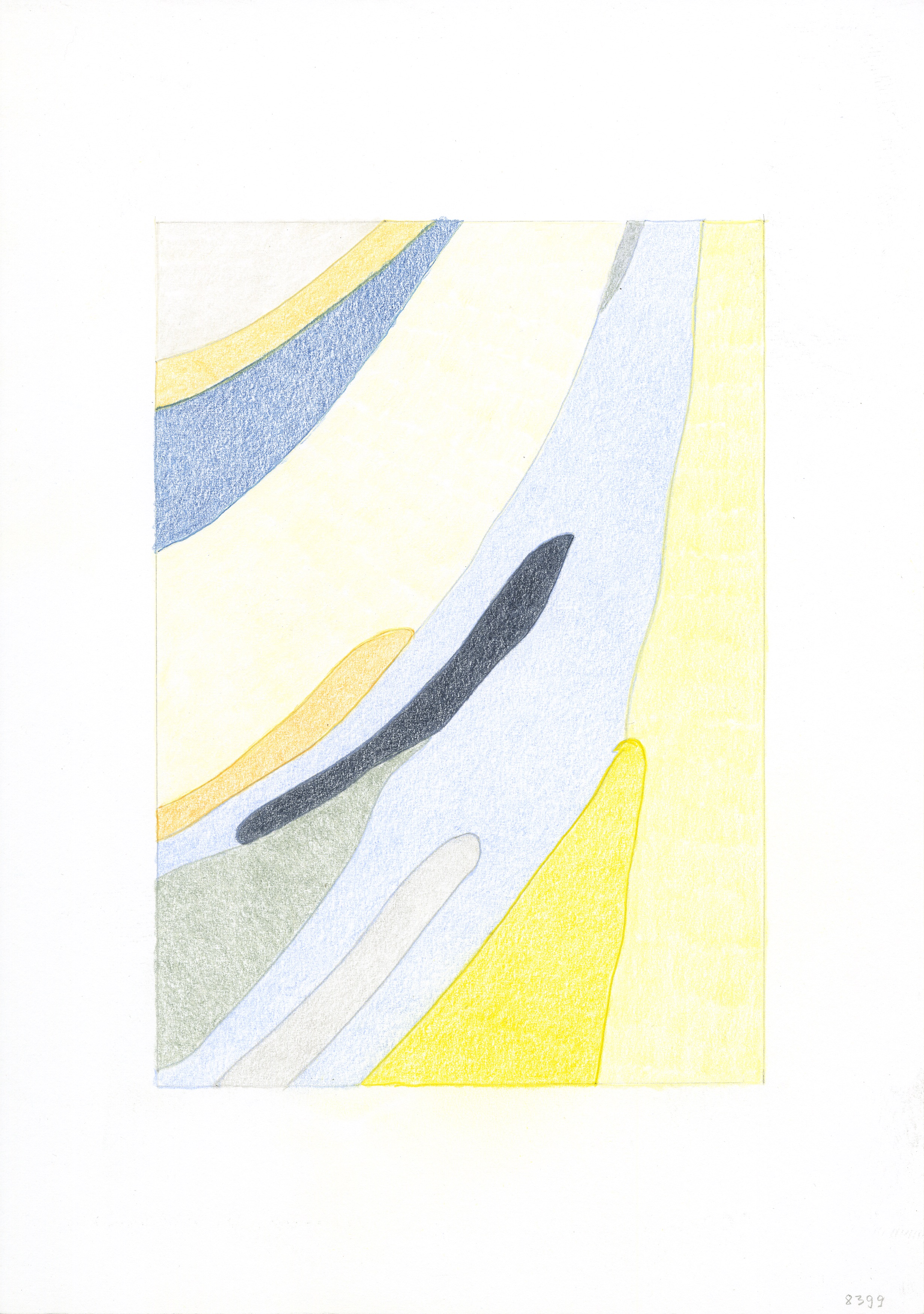
2024.8399
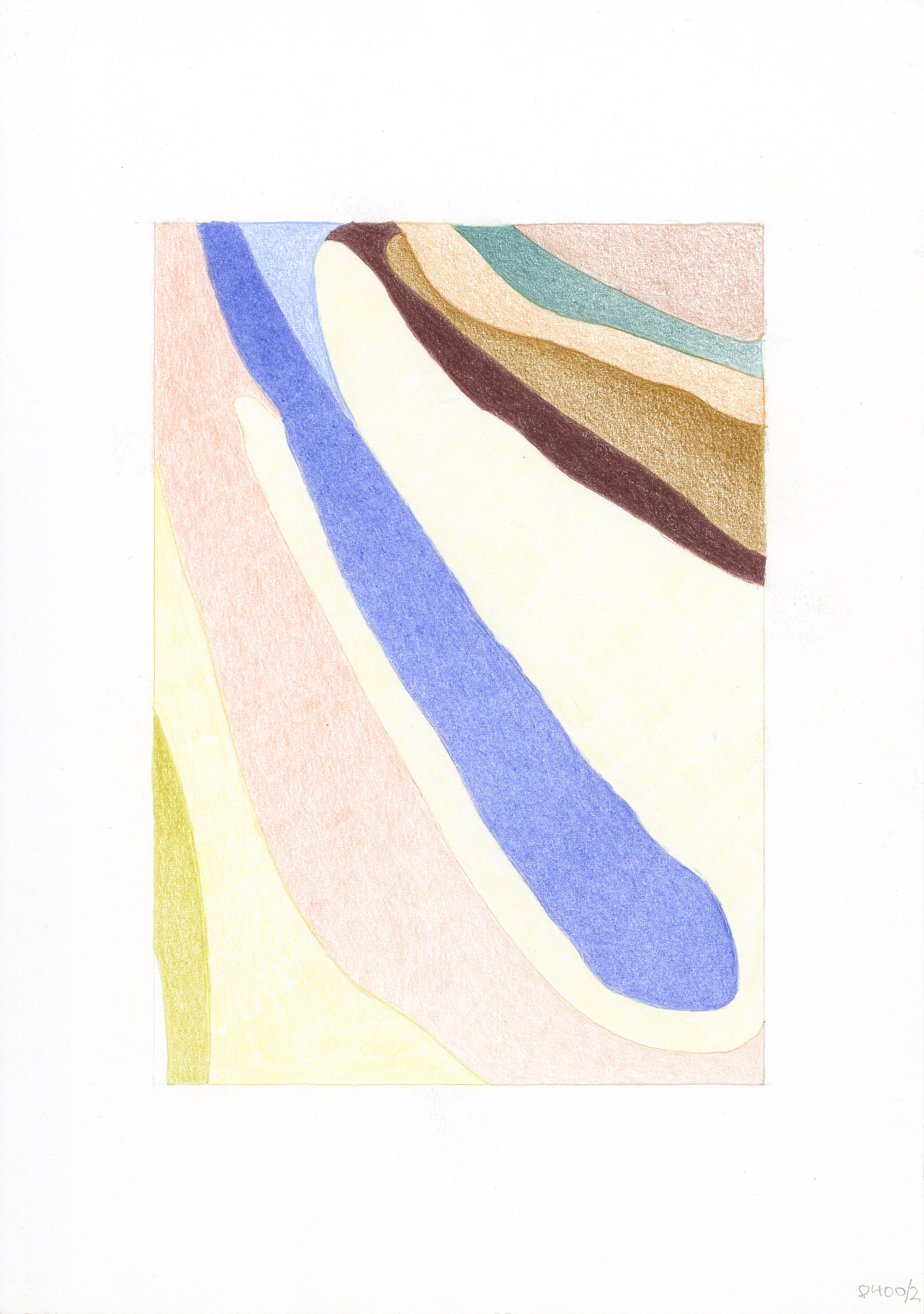
2024.8400.2
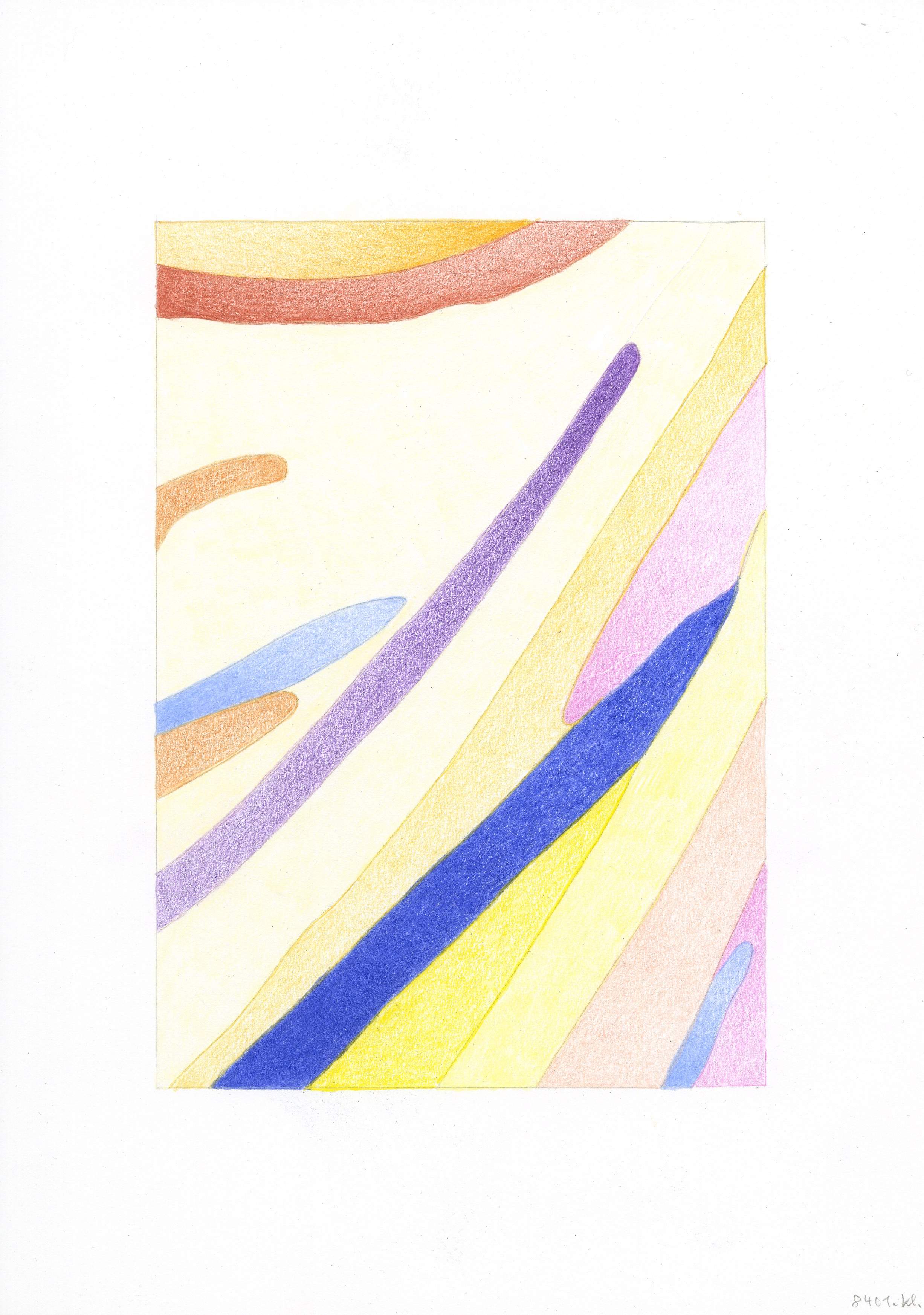
2024.8401
2024.9125
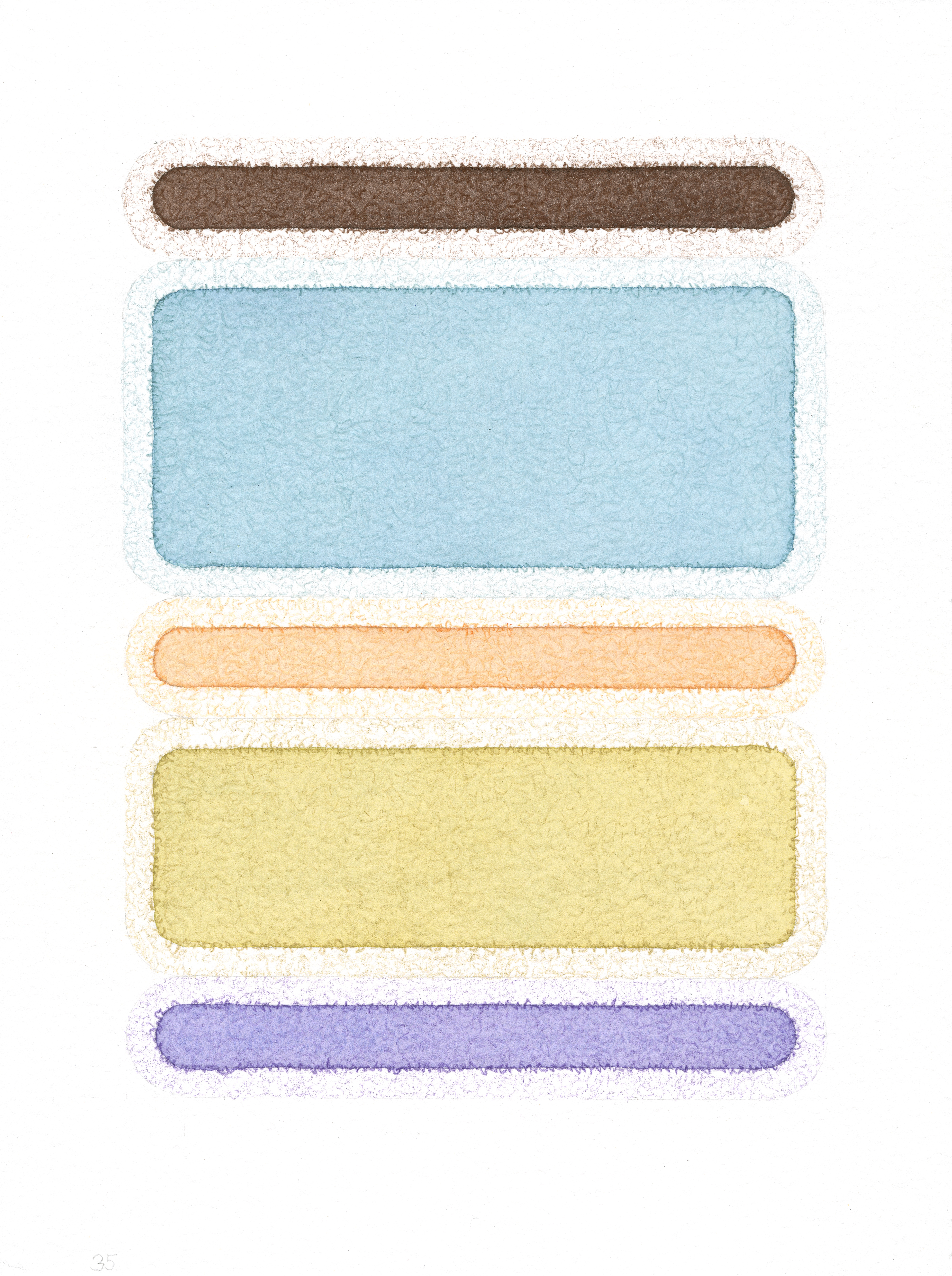
2025.10
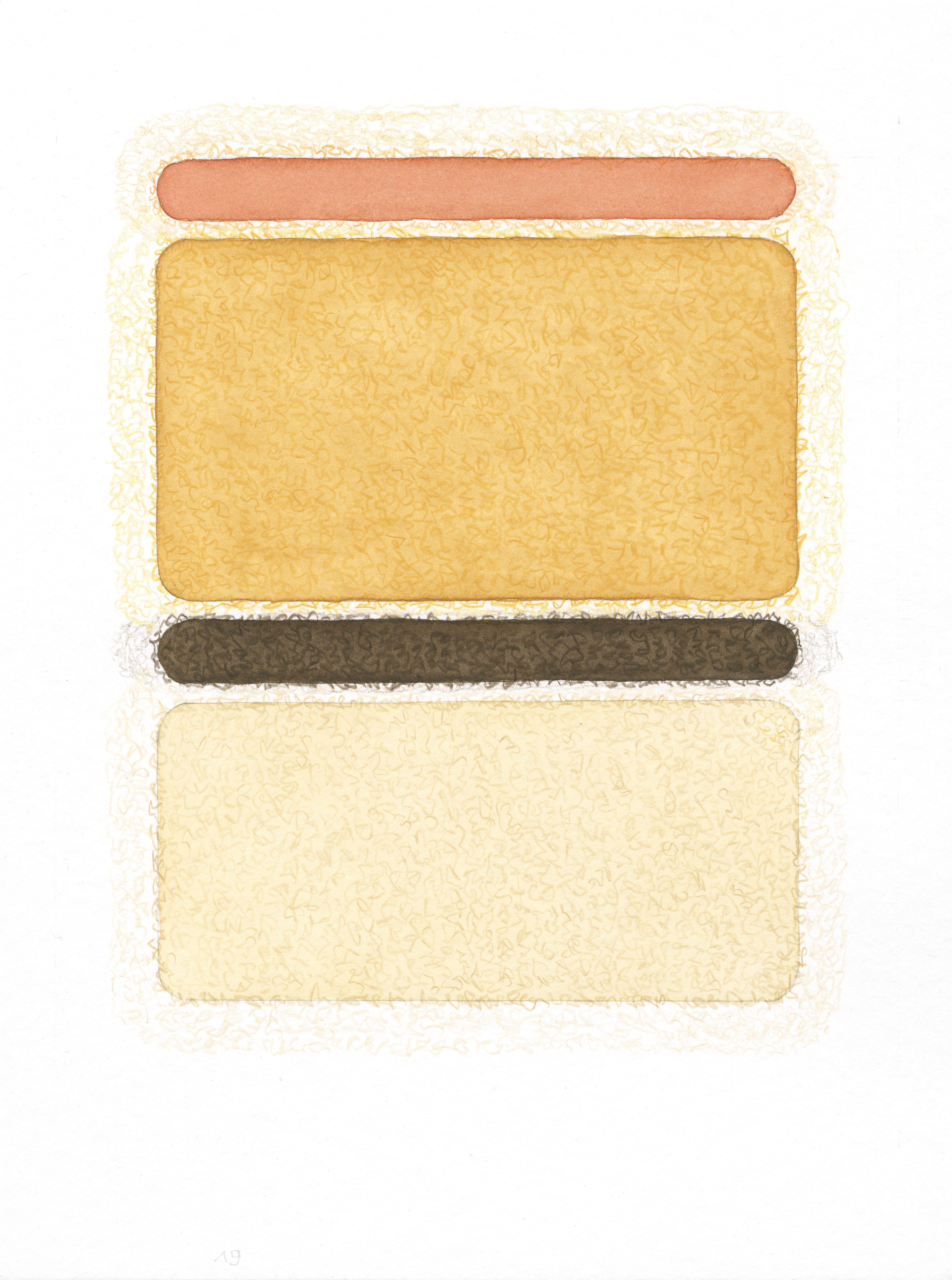
2025.19
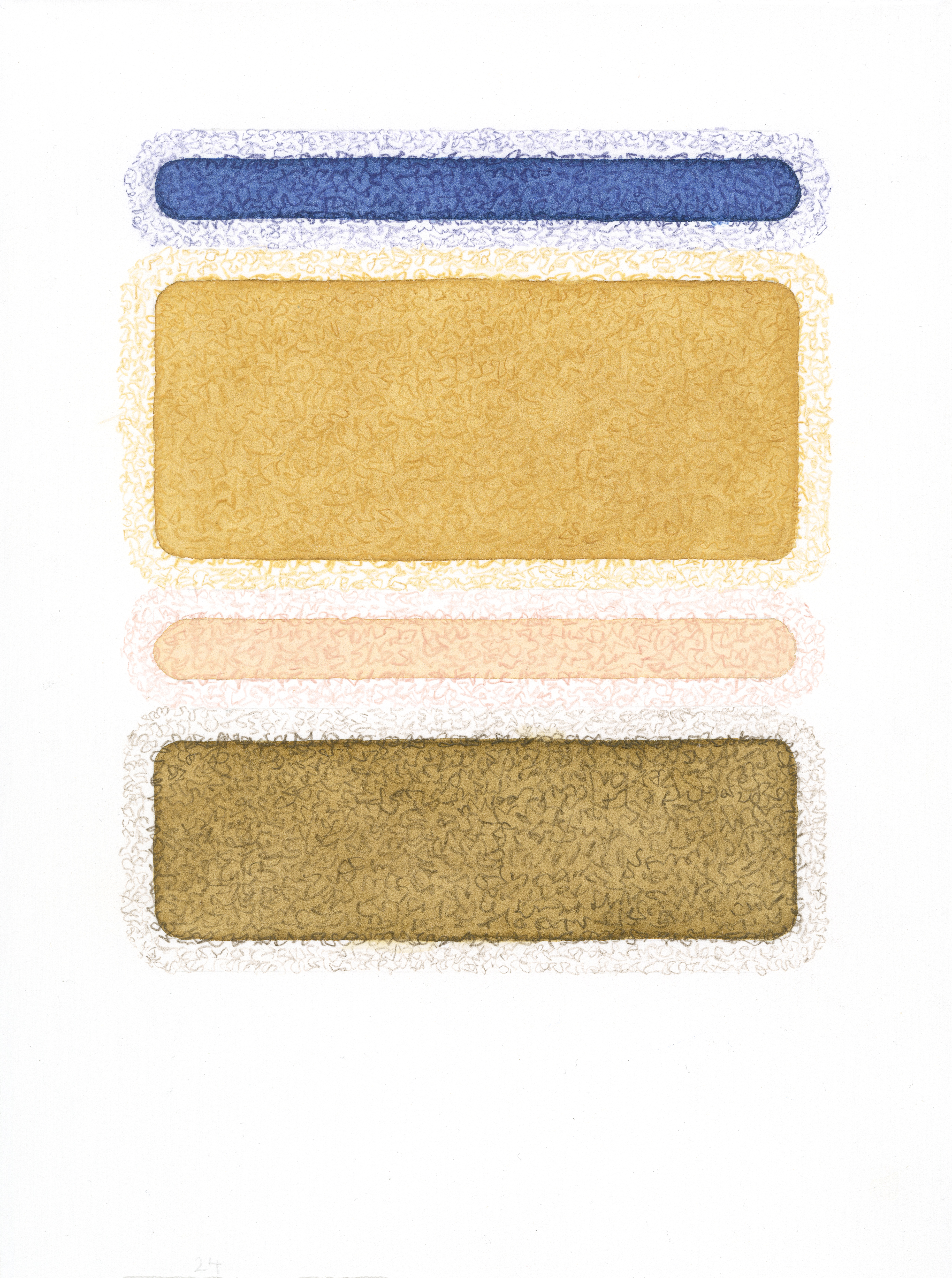
2025.24
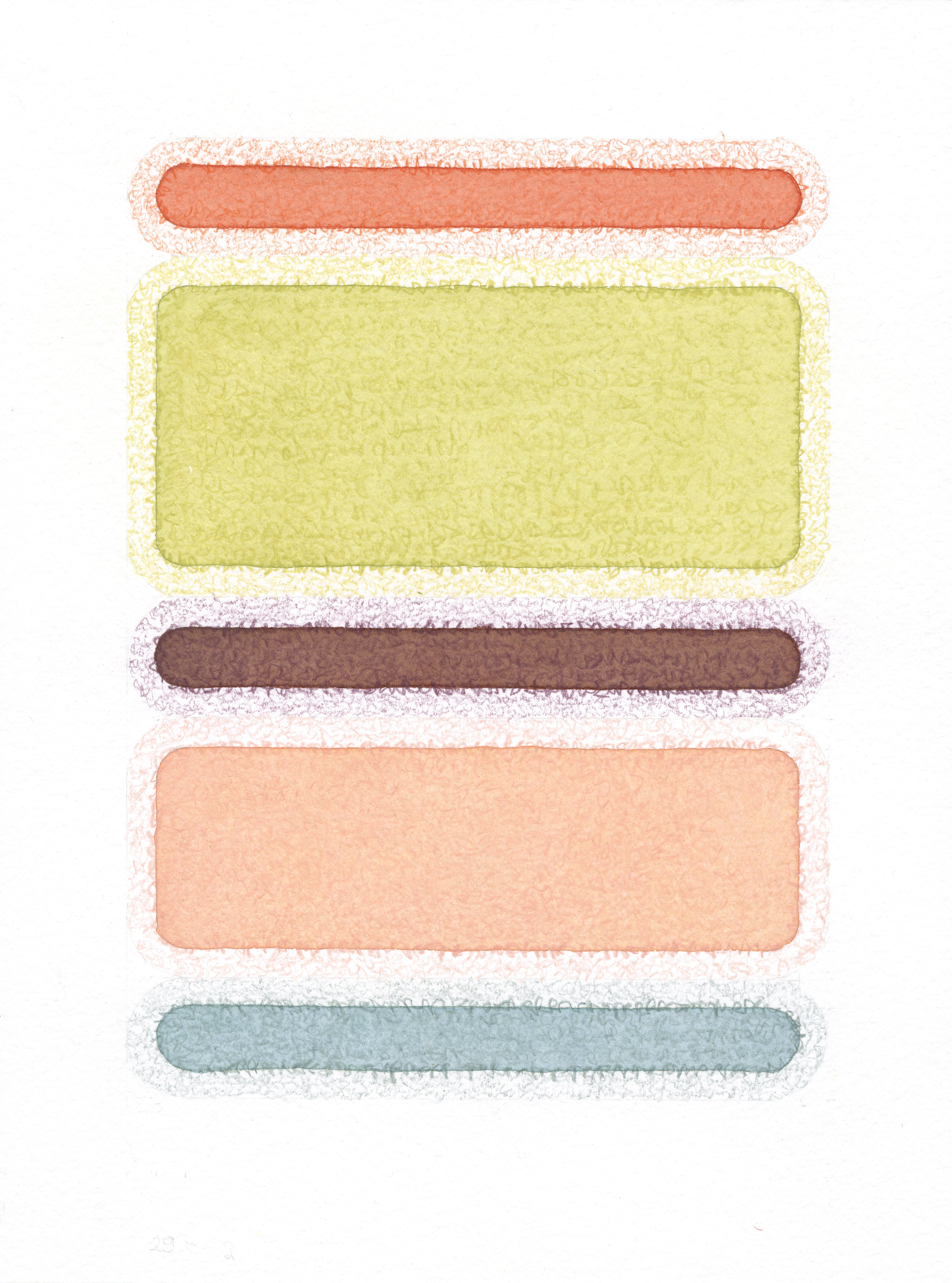
2025.29
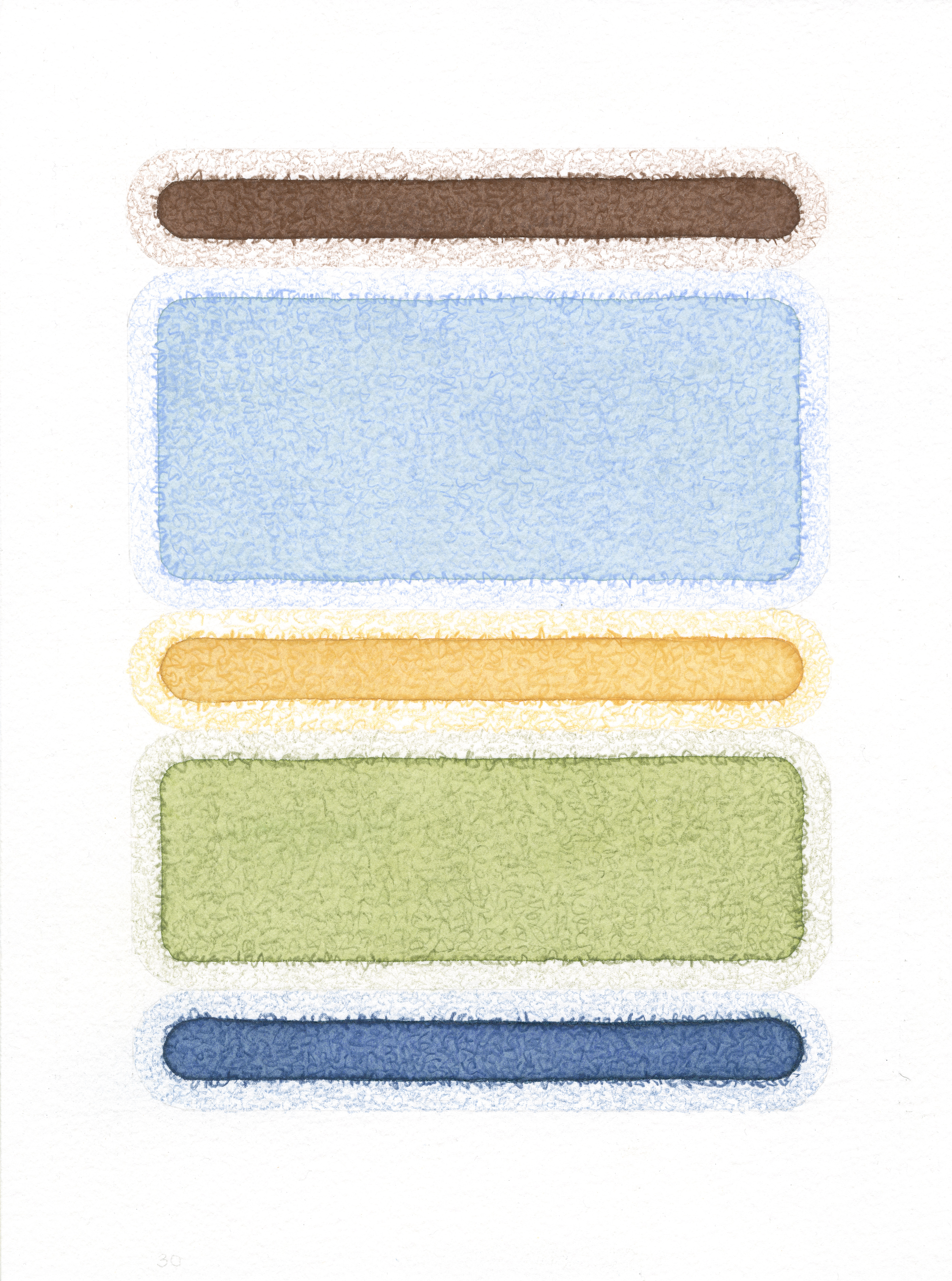
2025.30
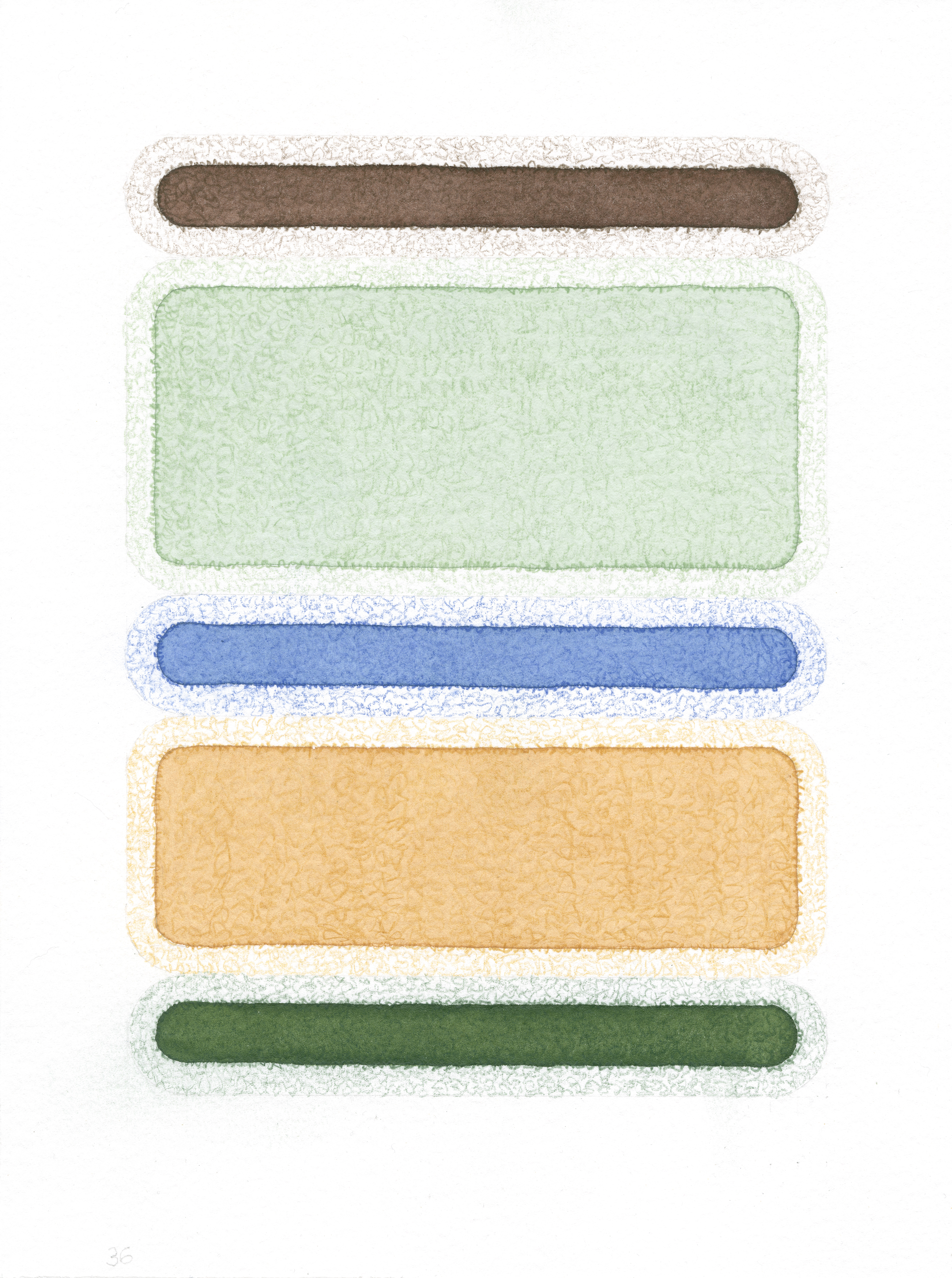
2025.36

| Personendaten    | Personendaten                              |
| ---------------- | ------------------------------------------ |
| NAME             | Schlamp, Jürgen Ferdinand                  |
| KURZBESCHREIBUNG | deutscher Maler, Bildhauer und Kunstlehrer |
| GEBURTSDATUM     | 1942                                       |
| GEBURTSORT       | München                                    |